# 蒙彼利埃圆形大厅

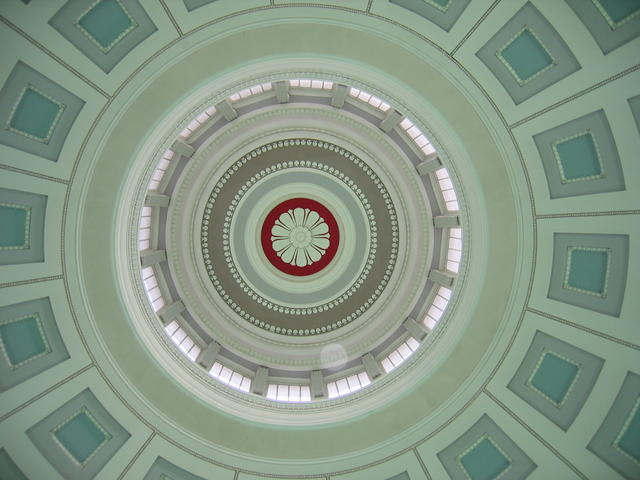
穹顶内部

蒙彼利埃圆形大厅（Montpellier Rotunda）是英格兰格洛斯特郡切尔滕纳姆的一座一级登录建筑，位于该市的蒙彼利埃区。

## 历史
1809 年，亨利·汤普森建造了一座带柱廊的木制亭子，作为蒙彼利埃水疗中心的一部分 。1817 年，随着蒙彼利埃温泉越来越受欢迎，亭子用石头重建。汤普森雇佣了建筑师乔治·艾伦·安德伍德，完成了这座建筑，在护栏上竖立了一只蹲着的狮子的雕像。
1826年，亨利·汤普森的儿子皮尔森·汤普森要求约翰·布奥纳罗蒂·帕普沃斯监督这个项目，正是在这段时间里，建造了穹顶。 穹顶的灵感来自罗马的万神殿 比例几乎相同。该建筑用作抽水室，还设有舞厅、台球室和阅览室。还举办音乐会，包括1848年的珍妮·林德和1891年古斯塔夫·霍尔斯特。
1893年，切尔滕纳姆市议会购买水疗中心和周围的花园。 1955年，该建筑列为一级登录建筑。在1960年代，议会和劳埃德银行 进行了修复工作。

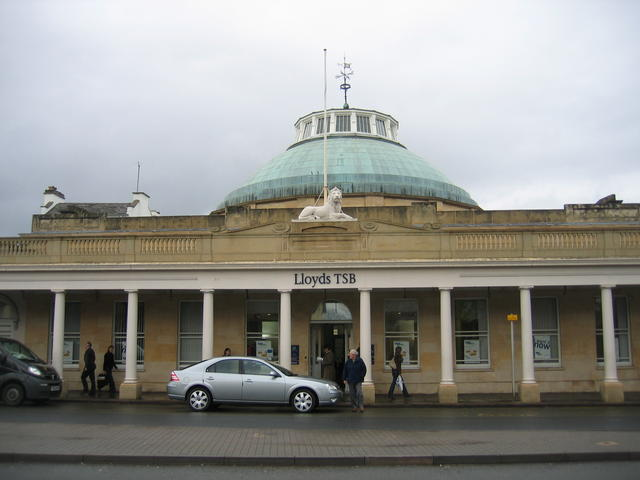

自2017年以来，这里开设了一家常春藤餐厅 并进行了修复。

## 建筑
该建筑拥有石灰石墙壁和铜屋顶。 前立面有多立克柱式的柱廊， 中央穹顶的中间有光线进入。房间高56英尺（17），直径54英尺（16）。